# NGC 3631
NGC 3631 је спирална галаксија у сазвежђу Велики медвед која се налази на NGC листи објеката дубоког неба.
Деклинација објекта је + 53° 10' 11" а ректасцензија 11h 21m 2,7s. Привидна величина (магнитуда) објекта NGC 3631 износи 10,1 а фотографска магнитуда 10,8. Налази се на удаљености од 21,6000 милиона парсека од Сунца. NGC 3631 је још познат и под ознакама UGC 6360, MCG 9-19-47, CGCG 268-21, ARP 27, VV 363, IRAS 11181+5326, PGC 34767.